# Franz Haniel (Industrieller)
Franz Hugo Ernst Eberhard Haniel (* 26. Juni 1883; † 4. März 1965) war ein deutscher Großindustrieller.

## Leben
Franz Haniel wurde als Sohn des Großindustriellen Franz Haniel junior geboren. Er absolvierte ein Jura-Studium in Bonn, das er mit der Promotion abschloss. Während des Studiums wurde er 1903 Mitglied des Corps Palatia Bonn. Anschließend trat er in den Familienkonzern Gutehoffnungshütte. Dort wurde er Grubenvorstand des Steinkohlenbergwerks Rheinpreußen und Neumühl sowie Aufsichtsratsmitglied der zum Konzernverbund gehörenden Firmen. Hierzu gehörten der Gutehoffnungshütte, Aktienverein für Bergbau und Hüttenbetrieb in Nürnberg, die Gutehoffnungshütte Oberhausen AG in Oberhausen, die Schwäbische Hüttenwerke GmbH in Stuttgart, die Eisenwerk Nürnberg AG, vormals J. Tafel & Co. in Nürnberg, die Osnabrücker Kupfer- und Drahtwerke AG in Osnabrück, die Maschinenfabrik Augsburg-Nürnberg AG in Augsburg, die Fritz Neumeyer AG in München, die Zahnradfabrik Augsburg, vormals J. Renk AG in Augsburg, die Maschinenfabrik Eßlingen AG, die Deggendorfer Werft und Eisenbaugesellschaft mbH, die Deutsche Werft AG in Hamburg, die Franz Haniel & Cie. GmbH in Duisburg-Ruhrort, die Eisenhandel Gutehoffnungshütte GmbH in Essen, die Fränkische Eisenhandelsgesellschaft in Nürnberg, die Allgemeine Oelhandelsgesellschaft mbH in Hamburg und die Minettegrube Steinberg bei Rümelingen in Luxemburg.